# Alan Orr Anderson
Pour les articles homonymes, voir Alan Anderson (homonymie) et Anderson.
Alan Orr Anderson (1879-1958) est un historien écossais, diplômé de l'université d'Édimbourg. 

## Biographie
Il est le fils du révérend John Anderson et Ann Masson, et naît en 1879. Il suit son éducation à la Royal High School, à Édimbourg, puis à l'université d'Édimbourg.
En 1908, après cinq années de travail sponsorisées par Carnegie Trust, il publie Scottish Annals from English Chroniclers, une compilation de sources assez compréhensibles à propos de l'histoire de l'Écosse avant 1286, à partir d'écrits d'auteurs anglais ou de chroniqueurs nés en Angleterre. 14 ans plus tard, il publie un travail en deux volumes sous le titre Early Sources of Scottish History, A.D. 500 to 1286, une compilation de sources similaires mais plus importante, cette fois s'appuyant sur des auteurs gaéliques. Cette œuvre reprend à un certain point les Chronicles of the Picts and Scots publiés par William Forbes Skene, mais contrairement à ce dernier Andersson a tout traduit en anglais.
Les années à lire des manuscrits avec une lumière parfois faible ont peut-être joué un rôle dans la vue défaillante d'Andersson à la fin de sa vie. Il doit alors s'appuyer sur sa femme, Marjorie Cunningham pour faire la plupart des lectures. Il meurt le 9 décembre 1958.